# Internationella aidskonferensen
Internationella aidskonferensen (International AIDS Conference) är den största årligen återkommande konferensen om någon hälso- eller utvecklingsrelaterad fråga. Konferensen startade i Atlanta, USA, 1985 och hölls därefter varje år till 1994. Därefter har konferensen anordnats vartannat år. 

## Lista
| Internationella aidskonferensen | Internationella aidskonferensen | Internationella aidskonferensen | Internationella aidskonferensen                       | Internationella aidskonferensen |
| Nr och externa länkar           | År                              | Plats                           | Tema och länk                                         | Noteringar                      |
| ------------------------------- | ------------------------------- | ------------------------------- | ----------------------------------------------------- | ------------------------------- |
| I                               | 1985                            | Atlanta, Georgia, USA           | (inget tema)                                          |                                 |
| II                              | 1986                            | Paris, Frankrike                | (inget tema)                                          |                                 |
| III                             | 1987                            | Washington, D.C., USA           | (inget tema)                                          |                                 |
| IV                              | 1988                            | Stockholm, Sverige              | (inget tema)                                          |                                 |
| V                               | 1989                            | Montréal, Kanada                | The Scientific and Social Challenge of AIDS           |                                 |
| VI                              | 1990                            | San Francisco, USA              | AIDS in the Nineties: From Science to Policy          |                                 |
| VII                             | 1991                            | Florens, Italien                | Science Challenging AIDS                              |                                 |
| VIII                            | 1992                            | Amsterdam, Nederländerna        | A World United Against AIDS                           |                                 |
| IX                              | 1993                            | Berlin, Tyskland                | (inget tema)                                          |                                 |
| X                               | 1994                            | Yokohama, Japan                 | The Global Challenge of AIDS: Together for the future |                                 |
| XI                              | 1996                            | Vancouver, Kanada               | One World One Hope                                    |                                 |
| XII, mirror                     | 1998                            | Genève, Schweiz                 | Bridging the Gap                                      |                                 |
| XIII                            | 2000                            | Durban, Sydafrika               | Breaking the Silence                                  |                                 |
| XIV                             | 2002                            | Barcelona, Spanien              | Knowledge and Commitment for Action                   |                                 |
| XV                              | 2004                            | Bangkok, Thailand               | Access for All                                        |                                 |
| XVI                             | 2006                            | Toronto, Kanada                 | Time to Deliver                                       |                                 |
| XVII                            | 2008                            | Mexico City, Mexiko             | Universal Action Now                                  |                                 |
| XVIII                           | 2010                            | Wien, Österrike                 | Rights Here, Right Now                                |                                 |
| XIX                             | 2012                            | Washington, D.C., USA           | Turning the Tide Together                             |                                 |
| XX                              | 2014                            | Melbourne, Australien           | Stepping up the Pace                                  |                                 |
| XXI                             | 2016                            | Durban, Sydafrika               | (ej utlyst ännu)                                      |                                 |